# Roger Salnot
Roger Salnot (10 dicembre 1958) è un allenatore di calcio francese.

## Carriera

### Allenatore
Tecnico della Selezione di calcio di Guadalupa dal 2001 al 2011, Salnot guidò la sua squadra al quarto posto nella Coppa dei Caraibi 2007. Al primo turno, la Guadalupa finì al primo posto nel gruppo F, insieme ad un altro dipartimento d'Oltremare francese, la Martinica, e nella seconda fase si classificò al secondo posto nel gruppo H dietro alla Nazionale di calcio della Guyana. Le successive sconfitte contro Haiti in semifinale e Cuba nella finalina fecero sì che la Guadalupa si qualificasse al quarto posto assoluto, che valse la storica qualificazione alla CONCACAF Gold Cup 2007.
Qualificata a sorpresa, la Selezione guadalupense approdò al torneo senza i favori del pronostico, che davano in dubbio anche il passaggio del turno. Il primo match contro Haiti dimostrò però che la squadra si poteva candidare al ruolo di sorpresa e "mina vagante" del torneo, in quanto costrinse la squadra haitiana al pareggio. La squadra di Salnot continuò nel suo cammino battendo a sorpresa il Canada per 2-1 grazie ai gol di Jocelyn Angloma e David Fleurival, guadagnandosi il passaggio del turno come miglior terza dopo la sconfitta contro la Costa Rica.
Qualificata ai quarti, sconfisse l'Honduras per 2-1, con un altro gol di Angloma e la marcatura di Richard Socrier. Dopo quella partita, la squadra perse contro il Messico per 1-0 con gol al 70mo di Pável Pardo. Al termine del torneo Franck Grandel fu nominato miglior portiere del torneo.
Qualificatasi anche alla CONCACAF Gold Cup 2009, la Guadalupa non ha ripetuto l'impresa dell'edizione precedente, finendo eliminata ai quarti di finale.